# Buoni o cattivi (tour)
Il Buoni o cattivi tour è una tournée del cantautore italiano Vasco Rossi svoltasi negli stadi italiani in due parti, la prima nel 2004 e la seconda nel 2005.

## Le date
| Data                            | Città                           | Stato                           | Luogo                           | Spettatori |
| ------------------------------- | ------------------------------- | ------------------------------- | ------------------------------- | ---------- |
| Prima parte                     |                                 |                                 |                                 |            |
| 30 maggio 2004                  | Latina                          | Italia                          | Stadio Domenico Francioni       | N 18.000   |
| 5 giugno 2004                   | Roma                            | Italia                          | Stadio Olimpico                 | 65.000     |
| 9 giugno 2004                   | Bologna                         | Italia                          | Stadio Renato Dall'Ara          | 42.000     |
| 12 giugno 2004                  | Milano                          | Italia                          | Stadio San Siro                 | 74.750     |
| 13 giugno 2004                  | Milano                          | Italia                          | Stadio San Siro                 | 74.750     |
| 17 giugno 2004                  | Udine                           | Italia                          | Stadio Friuli                   | 42.000     |
| 20 giugno 2004                  | Genova                          | Italia                          | Stadio Luigi Ferraris           | 40.000     |
| 24 giugno 2004                  | Verona                          | Italia                          | Stadio Marcantonio Bentegodi    | 44.000     |
| 29 giugno 2004                  | Perugia                         | Italia                          | Stadio Renato Curi              | 25.000     |
| 3 luglio 2004                   | Ancona                          | Italia                          | Stadio del Conero               | 38.000     |
| 6 luglio 2004                   | Firenze                         | Italia                          | Stadio Artemio Franchi          | 42.000     |
| 9 luglio 2004                   | Napoli                          | Italia                          | Stadio San Paolo                | 48.000     |
| Totale spettatori prima parte   | Totale spettatori prima parte   | Totale spettatori prima parte   | Totale spettatori prima parte   | 535.123    |
| Seconda parte                   |                                 |                                 |                                 |            |
| 8 settembre 2004                | Reggio Emilia                   | Italia                          | Arena Campo Volo                | 28.000     |
| 11 settembre 2004               | Trieste                         | Italia                          | Stadio Nereo Rocco              | 35.000     |
| 15 settembre 2004               | Padova                          | Italia                          | Stadio Euganeo                  | 45.000     |
| 18 settembre 2004               | Pescara                         | Italia                          | Stadio Adriatico                | 34.000     |
| 21 settembre 2004               | Bari                            | Italia                          | Stadio della Vittoria           | 40.000     |
| 25 settembre 2004               | Catanzaro                       | Italia                          | Germaneto (VascStock 2004)      | 400.000    |
| Totale spettatori seconda parte | Totale spettatori seconda parte | Totale spettatori seconda parte | Totale spettatori seconda parte | 189.000    |
| Totale spettatori 2004          | Totale spettatori 2004          | Totale spettatori 2004          | Totale spettatori 2004          | 784,123    |
| Terza parte                     |                                 |                                 |                                 |            |
| 3 giugno 2005                   | Grado                           | Italia                          | Data Zero                       | 10.000     |
| 7 giugno 2005                   | Torino                          | Italia                          | Stadio delle Alpi               | 70.000     |
| 10 giugno 2005                  | Imola                           | Italia                          | Autodromo Enzo e Dino Ferrari   | 140.000    |
| 14 giugno 2005                  | Terni                           | Italia                          | Stadio Libero Liberati          | 28.000     |
| 18 giugno 2005                  | Cagliari                        | Italia                          | Fiera di Cagliari               | 35.000     |
| 22 giugno 2005                  | Lecce                           | Italia                          | Stadio Via del Mare             | 40.000     |
| 25 giugno 2005                  | Palermo                         | Italia                          | Velodromo Paolo Borsellino      | 38.000     |
| 29 giugno 2005                  | Salerno                         | Italia                          | Stadio Arechi                   | 30.000     |
| 2 luglio 2005                   | Ancona                          | Italia                          | Stadio del Conero               | 38.000     |
| 5 luglio 2005                   | Firenze                         | Italia                          | Stadio Artemio Franchi          | 40.000     |
| 9 luglio 2005                   | Udine                           | Italia                          | Stadio Friuli                   | 40.000     |
| Totale spettatori               | Totale spettatori               | Totale spettatori               | Totale spettatori               | 474.000    |

## Scaletta 2004 - 2005
1. Intro 2004 - 2005
2. Un gran bel film
3. Cosa vuoi da me
4. Deviazioni
5. Fegato fegato spappolato
6. Cosa succede in città
7. Dimentichiamoci questa città
8. Non basta niente
9. Anymore
10. Portatemi dio
11. Dillo alla luna
12. Come stai
13. E
14. Sally
15. Hai mai
16. Stupendo
17. Interludio 2004 - 2005
18. Stendimi
19. Buoni o cattivi
20. Domenica lunatica
21. Rewind
22. Sonorita
23. Stupido hotel
24. C'è chi dice no
25. Gli spari sopra
26. Siamo soli
27. Un senso
28. Bollicine
29. Medley rock 2004 - 2005 (Brava - Cosa c'è - Brava Giulia - Dormi Dormi)
30. Vivere
31. Senza parole
32. Siamo solo noi
33. Vita spericolata
34. Canzone
35. Albachiara

## Formazione
- Vasco Rossi: voce
- Claudio Golinelli: basso
- Alberto Rocchetti: tastiere
- Riccardo Mori: chitarra acustica
- Stef Burns: chitarra ritmica/chitarra solista
- Frank Nemola: tromba, tastiere, programmazione, cori, percussioni
- Maurizio Solieri: chitarra ritmica/chitarra solista
- Mike Baird: batteria
- Andrea Innesto: sax
- Clara Moroni: cori